# 卢贝拉
卢贝拉（法語：Loubeyrat，法語發音：[lubeʁa]）是法国多姆山省的一个市镇，位于该省北部，属于里永区。

## 地理
卢贝拉（45°56'9"N, 3°0'38"E）面积23.93 平方千米，位于法国奥弗涅-罗讷-阿尔卑斯大区多姆山省，该省份为法国中南部省份，北起阿列省接壤，东临卢瓦尔省，南至上盧瓦爾省和康塔爾省，西接科雷兹省和克勒兹省。
与卢贝拉接壤的市镇（或旧市镇、城区）包括：沙博尼耶尔-莱瓦雷讷、旧沙博尼耶尔、沙泰勒吉永、芒扎、普龙普萨、泰耶德。

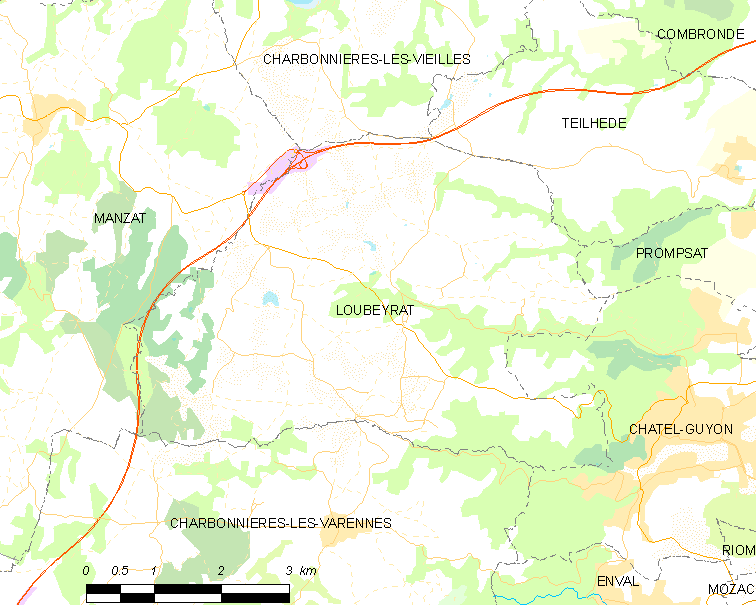
卢贝拉的OSM定位图

卢贝拉的时区为UTC+01:00、UTC+02:00（夏令时）。

## 行政
卢贝拉的邮政编码为63410，INSEE市镇编码为63198。

## 政治
卢贝拉所属的省级选区为圣乔治德蒙斯县。

## 人口

1962-2008年间卢贝拉人口变化图示

卢贝拉于2022年1月1日时的人口数量为1431人。